# Heinz Heinemann
Heinz Heinemann (* 14. August 1940 in Rapperswil SG; †  31. Juli 2024 in Zürich) war ein Schweizer Radrennfahrer und nationaler Meister im Radsport.

## Sportliche Laufbahn
Heinemann (auch Hans Heinemann) begann 1957 mit dem Radsport und bestritt zunächst Strassenrennen. 1959 qualifizierte er sich für die A-Klasse der Amateure mit Siegen in der Vier-Kantone-Rundfahrt und in der Meisterschaft von Zürich, die er in seiner Kategorie errang.
Ab 1960 konzentrierte er sich zunehmend auf den Bahnradsport. Er wurde Dritter der nationalen Meisterschaft in der Einerverfolgung hinter dem Sieger Kurt Schnurrenberger. 1961 gewann er den Titel vor Roland Zöffel. 1962 wurde er Vize-Meister. 1963 gewann Heinemann den Titel erneut. 1964 verteidigte er den Meistertitel.
Heinemann war Teilnehmer der Olympischen Sommerspiele 1960 in Rom. In der Mannschaftsverfolgung schied der Bahnvierer mit Walter Signer, Werner Weckert, Heinz Heinemann und Egon Scheiwiller in der Qualifikation gegen Frankreich aus.
1964 startete er bei den Spielen in Tokio auf der Strasse. Im olympischen Straßenrennen kam er als 63. ins Ziel.
1965 wurde er Unabhängiger, kurz darauf Berufsfahrer im Radsportteam Cynar. 1965 wurde er Vize-Meister in der Einerverfolgung der Profis.